# James Cook (boxeador)
James Cook (Runaway Bay, Jamaica; 17 de mayo de 1959-Londres, Inglaterra; 7 de junio de 2025) fue un boxeador británico nacido en Jamaica de la categoría de peso supermediano.

## Carrera
Debutó como profesional en octubre de 1982 en una victoria por nocaut en el cuarto asalto ante Mick Courtney. Su primer pelea titular la tuvo en mayo de 1985 por el título vacante supermediano del Reino Unido donde venció ante Conrad Oscar para luego perderlo en octubre del mismo año ante Tony Burke. 
En junio de 1988 perdió ante Herold Graham por el título británico de peso mediano vacante por Tony Sibson, y en octubre de 1990 vuelve a ser campeón británico de peso supermediano venciendo a Sam Storey en Belfast. En mayo de 1990 venció a Pierre Frank Winterstein por el título vacante europeo supermediano, que defendió con éxito en dos ocasiones hasta que lo perdió en abril de 1992 ante Frank Nicotra en Vitrolles.
En septiembre de 1993 defendió con éxito el título británico venciendo a Fidel Castro Smith, y perdería el título ante Cornelius Carr en marzo de 1994 en Bethnal Green, en la que fue la última pelea de su carrera. Su récord como profesional fue de 35 peleas de las que ganó 25 (15 por nocaut) con 10 derrotas (5 por nocaut).

## Vida personal y muerte
En 2007 recibió la Orden del Imperio Británico por sus contribuciones con la juventud. También apareció en el programa de televisión The Secret Millionaire.
Era el tío del guardamenta Reice Charles-Cook, seleccionado nacional de Granada y que se formó en las categorías menores del Arsenal FC.  Cook murió el 7 de junio de 2025 a los 66 años víctima de cáncer de vejiga.